# Republican Sinn Féin
Republican Sinn Féin (Irisch: Sinn Féin Poblachtach) ist eine irische Partei, die sich 1986 von der Sinn Féin abspaltete.

## Geschichte
Die Ursache der Spaltung war vordergründig der Konflikt um die Frage, ob sich Abgeordnete der Sinn Féin wie bisher nur zu Parlamentswahlen in Irland aufstellen oder im Fall ihrer Wahl ihr Mandat auch aktiv wahrnehmen sollten. 1986 wurde eigens ein SF-Parteitag anberaumt, um über dieses Problem abzustimmen. Dies mutet auf den ersten Blick nur wie eine unwesentliche Detailfrage an, aber es berührte das irisch-republikanische Dogma, dass der Dáil Éireann Mitschuld trug an der Teilung Irlands und somit jegliche Rechtmäßigkeit verwirkt hat. Die Anerkennung des Parlaments in Dublin (und auch derer in Belfast und Westminster) wäre faktisch eine Anerkennung der Teilung. Der Hintergrund der Entwicklung war der Machtkampf der alten Garde der IRA mit der neuen Generation von Aktivisten, allen voran Gerry Adams. Adams hatte nach der überraschend erfolgreichen Protestkandidatur des Hungerstreikers Bobby Sands das Potential des politischen Kampfes erkannt. Bevor Politiker der Sinn Féin aber längerfristig Erfolg haben konnten, musste der grundsätzliche Mandatsverzicht (abstentionism) wegfallen. Der Protest dagegen formierte sich um Ruairí Ó Brádaigh, früherer Stabschef der IRA, ehemaliger SF-Präsident und ein Rivale Gerry Adams. Ó Brádaigh argumentierte, dass mit diesem Schritt letztlich alle republikanischen Grundsätze in Frage gestellt würden, einschließlich des Vorranges des bewaffneten Kampfes für die Wiedervereinigung Irlands.

## Ideologie
Die Abstimmung fiel zugunsten von Gerry Adams aus, was auch das Ringen um die Macht entschied. Ó Brádaigh gründete mit einer kleinen Schar von Abtrünnigen die Republican Sinn Féin. Die Ziele der neuen Partei waren nicht nur die Wiedervereinigung des Landes, sondern auch die Abschaffung der Republik Irland in ihrer bisherigen Form. Irland sollte stattdessen ein sozialistischer und föderativer Staat werden, der Finanzsektor und die Industrien würden staatlicher Kontrolle unterliegen, der Besitz an Grund und Boden einer Reform unterworfen werden.

## Bewaffneter Flügel
Nach der Spaltung stellte die IRA unmissverständlich klar, dass sie keine bewaffnete Organisation neben sich dulden würde. Der Einfluss der wenigen Dissidenten war für einige Jahre auch gering, so dass die Bildung einer paramilitärischen Gruppe im Umfeld der RSF unterblieb. Dies geschah erst ein Jahrzehnt später mit der Formierung der Continuity Irish Republican Army. In den Augen der Unterstützer hat sowohl die Führung Sinn Féins wie auch die der IRA die Prinzipien des irischen Republikanismus verraten und sich mit Großbritannien und dessen Anspruch auf Nordirland arrangiert.
Vermutungen über eine Verbindung bzw. Zusammenarbeit von RSF und der Continuity Irish Republican Army werden von Seiten der Partei immer wieder zurückgewiesen. Erst im März 2009 erklärte der Sprecher von RSF, Richard Walsh aus Derry, Republican Sinn Féin habe keinen militärischen Flügel, noch sei die Partei der politische Flügel irgendeiner anderen Organisation.

## Internationale Organisierung
Im Frühjahr 2008 wurde das Republican Sinn Féin International Relations Bureau gegründet. Es soll die Arbeit der Unterstützer von RSF im deutschen Sprachraum koordinieren. Die derzeitigen Tätigkeiten sind hauptsächlich das Übersetzen von Pressemitteilungen und Stellungnahmen in die deutsche Sprache sowie deren Verbreitung im Internet und an die Presse. Zugleich wird versucht den Kontakt zu „antiimperialistischen und sozialistischen“ Organisationen in Österreich, Deutschland und der Schweiz zu vertiefen.
Seit der Jahreswende 2008/09 ist das Auslandsbüro der Partei auch in Italien aktiv. Die Aktivitäten konzentrieren sich vor allem um die Hauptstadt Rom. Die Mitglieder veröffentlichen auf Italienisch die Monatszeitung Free Ireland.